# Teltow-Fläming
Teltow-Fläming é um distrito (kreis ou landkreis) da Alemanha localizado no estado de Brandemburgo.

## Cidades e municípios
| Cidades (livres)                                                          | Municípios (livres) | Amt - associação municipal                                            |
| ------------------------------------------------------------------------- | --- | --------------------------------------------------------------------- |
| 1. Baruth 2. Jüterbog 3. Luckenwalde 4. Ludwigsfelde 5. Trebbin 6. Zossen | 1. Am Mellensee 2. Blankenfelde-Mahlow 3. Großbeeren 4. Niederer Fläming 5. Niedergörsdorf 6. Nuthe-Urstromtal 7. Rangsdorf | 1. Dahme/Mark 1. Dahme1, 2 2. Dahmetal 3. Ihlow 1sede do Amt; 2cidade |